# Михайловский, Сергей Александрович
Сергей Александрович Михайловский (род. 20 мая 1987, Каунас) — российский легкоатлет, специалист по прыжкам в длину. Выступал на профессиональном уровне в 2005—2020 годах, двукратный чемпион России, победитель и призёр ряда крупных всероссийских стартов, участник Всемирной Универсиады в Шэньчжэне. Представлял Татарстан и Краснодарский край. Мастер спорта России международного класса. Тренер по лёгкой атлетике.

## Биография
Сергей Михайловский родился 20 мая 1987 года в Каунасе, Литовская ССР.
Начал заниматься лёгкой атлетикой в 2000 году у Любови Николаевны Деревянных. Пробовал себя в многоборье, будучи подопечным тренера Елены Ивановны Афанасьевой. Позднее проходил подготовку в Краснодаре под руководством заслуженного мастера спорта Татьяны Владимировны Котовой.
Первого серьёзного успеха добился в сезоне 2005 года, когда в зачёте прыжков в длину одержал победу на юниорском чемпионате России в Туле. Попав в состав российской сборной, выступил на юниорском европейском первенстве в Каунасе, где в той же дисциплине стал девятым.
В 2006 году превзошёл всех соперников на зимнем юниорском первенстве России, установив свой личный рекорд в прыжках в длину в помещении — 7,95 метра.
В 2008 году с результатом 7,92 одержал победу на чемпионате России в Казани, был шестым на международном турнире DécaNation в Париже и третьим на Кубке Риги.
В 2009 году взял бронзу на Кубке губернатора Краснодарского края и на молодёжном всероссийском первенстве в Казани, был лучшим на международном турнире в Веленье, выступил на молодёжном европейском первенстве в Каунасе, получил серебро на чемпионате России в Чебоксарах, уступив в финале только Виталию Шкурлатову.
В 2010 году стал четвёртым на зимнем чемпионате России в Москве и шестым на летнем чемпионате России в Саранске.
В 2011 году был четвёртым на Кубке губернатора в Краснодаре, седьмым на зимнем чемпионате России в Москве, шестым на всероссийских соревнованиях в Сочи и на Кубке России в Ерино. На летнем чемпионате России в Чебоксарах с личным рекордом на открытом стадионе 8,05 превзошёл всех соперников и завоевал золотую награду. Позднее победил и на Мемориале Владимира Куца в Москве. Будучи студентом, представлял страну на Всемирной Универсиаде в Шэньчжэне — в финале прыгнул на 7,69 метра, расположившись в итоговом протоколе на десятой строке. За выдающиеся спортивные достижения в этом сезоне удостоен почётного звания «Мастер спорта России международного класса».
В 2012 году участвовал в зимнем чемпионате России в Москве и в летнем чемпионате России в Чебоксарах, но попасть в число призёров не смог.
В 2013 году стал пятым на Кубке губернатора в Краснодаре, четвёртым на турнире Юлии Печёнкиной в Ерино, восьмым на Кубке России в Ерино, отметился выступлением на чемпионате России в Москве.
В 2014 году взял бронзу на Кубке губернатора в Краснодаре, занял девятое место на зимнем чемпионате России в Москве, четвёртое место на командном чемпионате России в Сочи, третье место на Кубке России в Ерино и пятое место на летнем чемпионате России в Казани.
В 2015 году выиграл бронзовые медали на Кубке губернатора в Волгограде, на турнире «Русская зима» в Москве и на Кубке губернатора в Краснодаре, показал восьмой результат на зимнем чемпионате России в Москве.
В 2016 году на зимнем чемпионате России в Москве занял четвёртое место.
В 2017 году показал 13-й результат на Кубке России в Ерино и 17-й результат на чемпионате России в Жуковском.
В 2018 году был седьмым на Кубке губернатора в Краснодаре и шестым на Кубке России в Жуковском, занял 14-е место на чемпионате России в Казани.
В 2019 году среди прочего был 12-м на зимнем чемпионате России в Москве и девятым на летнем чемпионате России в Чебоксарах, закрыл десятку сильнейших на командном чемпионате России в Сочи.
В 2020 году выступил на зимнем чемпионате России в Москве, занял 12-е место на летнем чемпионате России в Челябинске.
В 2021 году был уличён нарушении антидопинговых правил и решением РУСАДА отстранён от участия в соревнованиях сроком на 4 года.
Окончил Поволжскую государственную академию физической культуры, спорта и туризма. Впоследствии работал тренером по лёгкой атлетике в Краснодаре.